# Вейдеман, Райан
Райан Вейдеман (англ. Ryan  Weideman; род. 1941) — американский уличный фотограф.

## Биография
Райан Вейдеман родился в 1941 году. Получил степень магистра искусств в Калифорнийском колледже искусств и в 1980-е годы переехал в Нью-Йорк, чтобы стать уличным фотографом, однако сначала стал работать таксистом. Позже художник решил открыть проект My Taxi, для которого он фотографировал своих пассажиров. В 1991 году Вейдеман в своём такси сделал фотографию с поэтом Аллен Гинзберг, которая теперь принадлежит Бруклинскому музею. Кроме этого, работы фотографа есть в Чикагском институте искусств и Оклендском музее.
В 1992 году получил стипендию Гуггенхайма.